# 一条正都
一条 正都（いちじょう まさと、1969年2月4日 - ）は、日本のAV男優。
世界で初めて「電マ」をAVの作品で使用して普及したAV男優。

## 人物
- セックス経験人数 10000人以上[2]。
- バブル絶頂期から活躍している[3]。
- 前職のホスト時代に、芝浦にあった店を貸し切ったパーティーで沢木和也と知り合い、沢木のサパークラブを手伝うことになり、そこで働いていた剣崎進などから誘われて、AV男優になった[3]。
- 初出演作は逆ナンパもので、ギャラは1万円だった[3]。
- 沢木や剣崎の影響が大きく、憧れの存在だった[3]。
- 多いときは、一晩で30人とセックスした[3]。
- セックスのノウハウを教える『一条塾』をやっている[4]。
- デビュー　1990年

- 趣味：人との出会い
- 好きな場所：クラブ、パーティー
- 好きな言葉：「愛」
- 現在のマイブーム：肉体改造
- AVにおいての男優は「歩」であるというのがモットー[5]。

## 出演作品

### アダルトDVD・（主な作品）
VHS
DVD
- あ行
  - 愛里るい
  - 蒼井そら

  - あおいれな
  - 青山はな
  - 麻美ゆま
    - 激情ハードコア（2005年11月25日、アリスJAPAN）

  - 彩名杏子
  - 有岡みう
  - 安斎らら(RION、宇都宮、ふくむ)

  - 上原亜衣
  - 桜花えり
  - 小川あさ美

  - 小澤マリア  か行
  - かすみ果穂
  - かすみりさ

  - 希崎ジェシカ
  - 希志あいの
  - 北川瞳

  - きみの歩美
  - 久世このは

  - 古川いおり

  - 小泉ひなた

  - 恋渕ももな

  - 　小坂めぐる　爆乳カフェ（ワープエンタテインメント、2008年10月15日）
  - 小湊よつ葉
    - さ行

  - 紗倉まな
    - 激イキ!! 鬼ピストン　（SODクリエイト、2012年10月6日）

  - 坂井なるは

  - 佐野ゆま

  - 佐山愛

  - 沢口あすか

  - 椎名舞

  - 篠田ゆう
  - しほり
    - ニューハーフもの

  - JULIA
  - 庄司みゆき

  - 白花のん
  - 神宮寺ナオ
    - た行

  - 高橋しょう子

  - 西野翔
    - な行

  - 夏目ナナ

  - 新村あかり

  - 野宮さとみ
    - は行

  - 波多野結衣
  - 初音みのり
  - 花柳杏奈

  - 浜崎りお  ま行
  - ましろ杏
  - 真木今日子

  - 松岡すず
  - 松岡ちな
  - 松本メイ
  - 美谷朱里

  - みひろ　
  - 美雪ありす
  - 美輪はるな  や行
  - 山岸あや花（山岸逢花）
  - 夢乃あいか
  - 横山美雪
  - 吉川あいみ
  - 吉沢明歩  ら行
  - Rio
  - 瑠川リナ
  - 唯川純

他多数

### ネット配信

#### GIRL'S CH
- 八月の青[6]（中島知子監督作品）
- 男優と男優　一条正都（前編：2014年5月7日、後編：2014年5月14日）
- 世界一わかりやすい秘技伝授（2014年11月8～13日）
- イケメン男修行 ホストクラブ編 ＃1（2014年12月15日）
- white nights（2015年1月23日）
- 志良玉弾吾のお宅探訪（2015年5月27日～6月17日）

## 出演番組
テレビ
- じっくり聞いタロウ〜スター近況（秘）報告〜（テレビ東京）